# Müllersteich
Der Müllersteich ist ein kleines künstliches Stillgewässer in Darmstadt.

## Geographie
Der Müllersteich liegt im Bürgerpark Nord nahe der Kranichsteiner Straße. Er misst in West-Ost-Richtung circa 220 Meter und in Nord-Süd-Richtung circa 200 Meter bei einer Wasserfläche von etwa 2 Hektar. Durch seine Hufeisenform umschließt er im Südwesten eine knapp einen Hektar große Halbinsel und im Nordwesten markiert eine rund 1000 Quadratmeter große baumbestandene Insel den Übergang vom Kleinen Müllersteich im Westen zum Großen Müllersteich im Osten. Der Müllersteich ist über eine unterirdische Zuleitung mit dem Maschinenteich verbunden. Gespeist wird der Teich durch Grundwasser und Regenwasser. Seine Uferzonen sind weitgehend baumbestanden.

## Geschichte und Beschreibung
Der Müllersteich entstand aus zwei ehemaligen Tongruben.
Der Große Müllersteich und der Kleine Müllersteich waren durch einen Damm getrennt.
Dieser Damm wurde Anfang der 1970er-Jahre abgetragen.
Seit dem Jahre 1976 gehört der Müllersteich zum Bürgerpark Nord.
In den 1950er-Jahren wurde der Teich als Badegewässer genutzt.
Von circa 1940 bis 1970 befand sich am Südufer des Müllersteiches eine Apfelweinkelterei und Gaststätte.

## Etymologie
Benannt wurde der Teich nach einem Bauunternehmer. 

## Fauna
Im Müllersteich leben diverse Fischarten:
- Giebel
- Hecht
- Karausche
- Karpfen
- Rotauge
- Rotfeder
- Zander